# Heini Hemmi

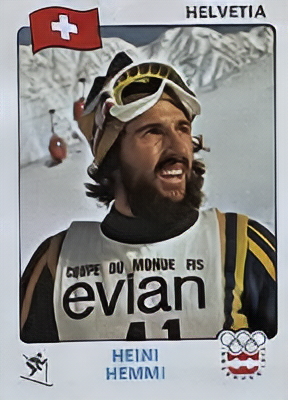
Heini Hemmi

Heini Hemmi (Churwalden (Suiza), 17 de enero de 1949) es un esquiador retirado que ganó 1 Medalla de Oro Olímpica (1 Medalla en total), 1 Campeonato del Mundo (1 Medalla en total), 1 Copa del Mundo en disciplina de Eslalon Gigante y 4 victorias en la Copa del Mundo de Esquí Alpino (con un total de 13 podiums).

## Resultados

### Juegos Olímpicos de Invierno
- 1976 en Innsbruck, Austria
  - Eslalon Gigante: 1.º

### Campeonatos Mundiales
- 1976 en Innsbruck, Austria
  - Eslalon Gigante: 1.º
- 1978 en Garmisch-Partenkirchen, Alemania
  - Eslalon Gigante: 4.º

### Copa del Mundo

#### Clasificación general Copa del Mundo
- 1969-1970: 27.º
- 1970-1971: 45.º
- 1971-1972: 45.º
- 1974-1975: 17.º
- 1975-1976: 19.º
- 1976-1977: 7.º
- 1977-1978: 8.º
- 1978-1979: 23.º

#### Clasificación por disciplinas (Top-10)
- 1974-1975:
  - Eslalon Gigante: 6.º
- 1975-1976:
  - Eslalon Gigante: 9.º
- 1976-1977:
  - Eslalon Gigante: 1.º
- 1977-1978:
  - Eslalon Gigante: 4.º
- 1978-1979:
  - Eslalon Gigante: 4.º

#### Victorias en la Copa del Mundo (4)

##### Eslalon Gigante (4)
| Fecha                   | Lugar        |
| ----------------------- | ------------ |
| 18 de marzo de 1976     | Mt. St. Anne |
| 12 de diciembre de 1976 | Val-d'Isère  |
| 2 de enero de 1977      | Enbat-Kappel |
| 24 de enero de 1977     | Adelboden    |